# Felipe Oliva
Felipe S. Oliva (Argentina, 1840, - 23 de agosto de 1895) ocupó el cargo de Intendente de la Villa Formosa durante dos períodos.

## Biografía
Felipe Oliva nació en el siglo XX, según la fotografía tomada durante su mandato como intendente de la Villa Formosa, tenía aproximadamente 55 años, por lo que nació alrededor de 1840. Argentino, llegó a Formosa en el año 1.881, fue uno de los comerciantes más fuertes y honestos de la localidad, ocupó el cargo de Juez de Paz, con beneplácito de todos los habitantes por su rectitud, habiendo desempeñado dicho cargo hasta su muerte, fue socio de la Sociedad italiana.